# Jesús Fierro i Rugall
Jesús Fierro i Rugall (Tremp, 25 de gener de 1961) és un banquer i polític català de l'Alt Urgell. Militant de Convergència Democràtica de Catalunya (CDC) i posteriorment de Junts per Catalunya, ha estat regidor de l'Ajuntament de la Seu d'Urgell, diputat provincial de Lleida, conseller comarcal i President del Consell Comarcal de l'Alt Urgell. Des de desembre de 2021 és director general de Polítiques de Muntanya i de Litoral de la Generalitat de Catalunya.
Nascut a Tremp, capital del Pallars Jussà, Jesús Fierro va cursar estudis de batxillerat superior. Va ser, al sector privat, director de banca. És soci d'Òmnium Cultural i d'altres organitzacions de la seua ciutat, la Seu d'Urgell. Com a regidor electe de l'Ajuntament de la Seu d'Urgell, Jesús Fierro fou elegit conseller comarcal l'any 1991 per primera vegada. L'any 2007 esdevindria el tercer President en la història del Consell Comarcal de l'Alt Urgell, substituint a l'aleshores President i alcalde d'Oliana, Ventura Roca i Martí. A les eleccions municipals de 2019 va anar com a suplent a les llistes de Junts per Catalunya per a l'Ajuntament de la Seu d'Urgell. El mateix any deixà la presidència del Consell Comarcal, sent substituït per Miquel Sala i Muntada, alcade d'Oliana.